# 兜甲兒
兜甲兒（Koji Kabuto），為永井豪的日本漫畫作品《無敵鐵金剛》中的虛構人物，亦是此作的的主角及超級機器人「無敵鐵金剛」的駕駛員。作品描述甲兒利用無敵鐵金剛的力量對抗劇中敵人地獄博士的進犯。在首作的故事最後被擊敗後，甲兒在續集《金剛大魔神》中捲土重來，他也在《無敵鐵金剛》的系列作《金剛戰神》中成為狄克·弗瑞德（デューク・フリード）的朋友和搭檔。
永井豪創作兜甲兒的目的是為了吸引兒童了解他的反英雄特質。作品中以機器人為主題是為了增加一個有趣的概念：如果機器人是由孩子操縱會有多有趣。曾有多位配音員為甲兒的角色獻聲。雖然甲兒以動畫史上第一位超級機器人駕駛員而聞名，但由於他急躁的個性以及與女主角弓沙也加（弓さやか）的關係不睦，人們對他的角色評價褒貶不一。

## 創作與發展

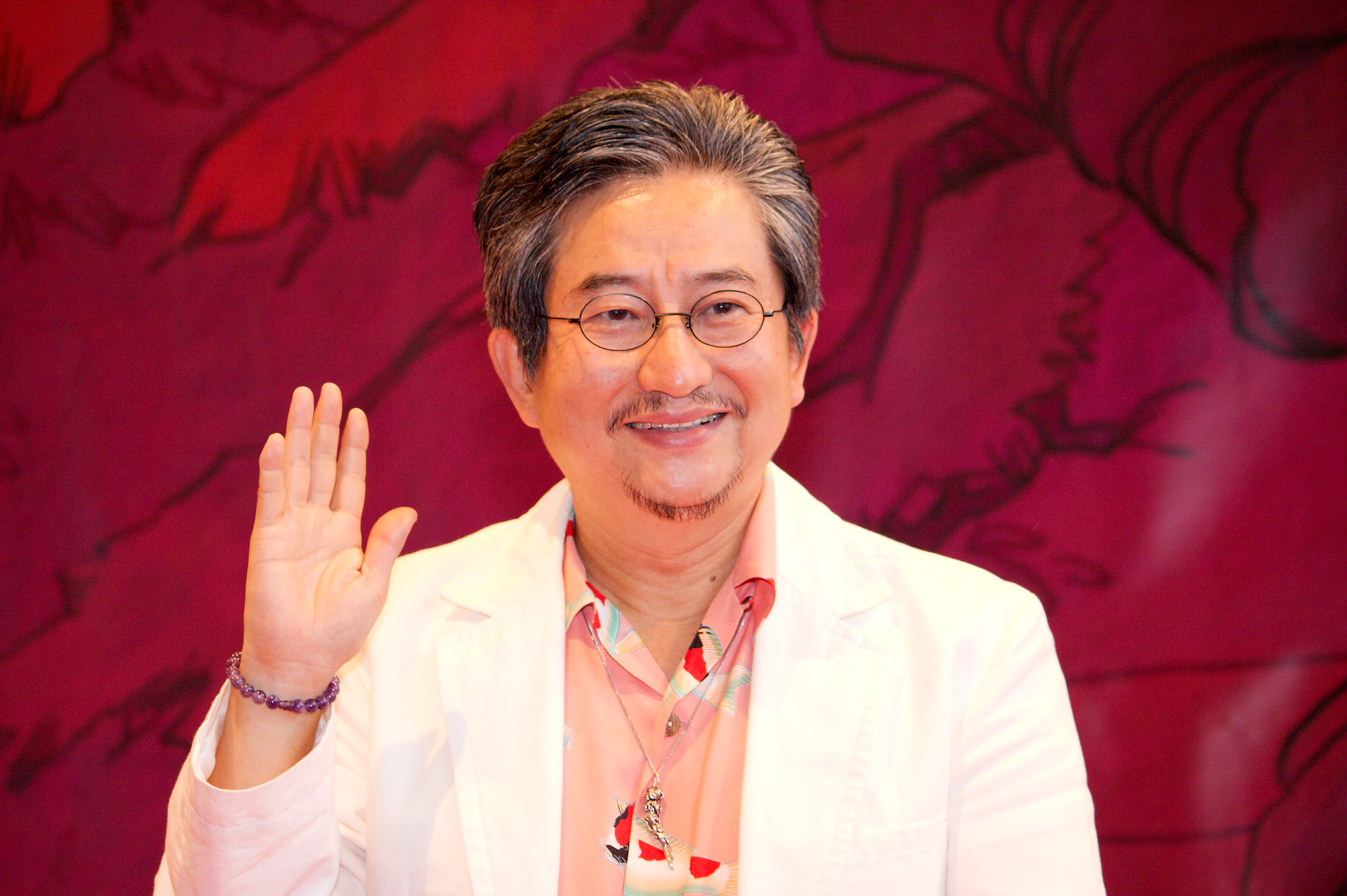
創作兜甲兒的漫畫作者永井豪。

永井豪將兜甲兒塑造為一個意志堅強的主角，他能夠控制無敵鐵金剛的力量，並知道這種力量的後果。永井豪覺得這種謹慎使用力量的訊息尤其受到他早期的兩部作品《魔王但丁》和《惡魔人》影響。他的反社會性格被塑造成孩子們會照顧但父母會反對的東西。甲兒的角色受到《破廉恥學園》的山岸八十八影響，但有一種更為冷靜和強壯的感覺。結果永井豪將甲兒描寫成一個不良少年，尤其是當他粗魯對待弓沙也加並為自己的行為感到難過時。
據永井豪說，他在觀察交通擁堵中沮喪的司機時萌生了駕駛機器人的想法，想像一輛汽車可以長出胳膊和腿，並在其他車輛上行走。根據永井豪的說法，《無敵鐵金剛》的概念是：「我沒有將巨型機器人等同於武器，我想給一個青少年角色一套盔甲，讓他成為英雄。」回想起來，永井豪覺得甲兒比起其他現代的機械人駕駛員更加純粹及簡單。儘管如此，他聲稱自己只是想透過《無敵鐵金剛》給年輕觀眾帶來樂趣。無敵鐵金剛在作中不斷被打敗，是因為永井豪想要對機器人進行更多重新設計。當永井豪開始計劃想法，看看如果該系列受歡迎時他能做什麼，故事中並沒有出現兜甲兒的父親。
在製作《金剛戰神》時，永井豪希望主角只有狄克·弗瑞德。然而，永井豪被要求把甲兒也放進去，導致該劇有兩個主角。製作人勝田稔男對這個概念感到壓力，因此將甲兒變成了一個從屬角色。他表示要為此事對甲兒的粉絲道歉。永井豪認為，多虧了這個角色，狄克·弗瑞德最終給人留下了更成熟的印象。勝田聲稱他希望甲兒成為“一個開朗的男孩，活潑、熱情、不講道理的行動”，與弗瑞德的嚴肅性格形成鮮明對比。
在電影中，甲兒再次擔任主角，目的是讓他的角色弧線與其他角色更接近。
甲兒的首任日語聲優為石丸博也，從1972年的電視動畫《無敵鐵金剛》開始至2001年的OVA作品《魔神凱撒》皆由他負責（撇除跨界作品的《永井豪的Q版世界》），直至2009年的《真無敵鐵金剛 衝擊！Z篇》中實現角色世代交替，由赤羽根健治負責演配。在此之後的《無敵鐵金剛》系列作品出場的兜甲兒也曾由不同的男聲優負責過（《INFINITY》的森久保祥太郎、《金剛戰神U》的下野紘）。
在遊戲產業，甲兒也被認為是經典策略電子遊戲系列《超級機器人大戰》的台柱之一，幾乎出現在每個系列作中。

## 出現作品

### 無敵鐵金剛
在漫畫和動畫版本的《無敵鐵金剛》中首次亮相時，甲兒原本是一名普通高中生，唯一明顯的技能就是駕駛摩托車。他與弟弟兜志郎（兜シロー）和祖父兜十藏（兜十蔵）住在一起，因為他的父母都已去世（儘管幾年後發現甲兒的父親兜劍造仍然活著）。
甲兒的祖父兜十藏在第一集中被殺，但十藏在死之前指示甲兒駕駛自己製造的機器人「無敵鐵金剛」，與地獄博士的歷史機器人軍隊作戰。最初，甲兒無法正確操作無敵鐵金剛。幸而最後弓沙也加出現，並駕駛著她自己的巨型（女性）機器人「愛美神」來約束無敵鐵金剛。
兜甲兒的角色在整個《無敵鐵金剛》系列中不斷演變。從一個看似不經大腦、魯莽、孩子氣的小混混，變得逐漸能夠應對對手更大的挑戰、表現出日益增長的責任感、以及懷抱著與敵人戰鬥至死的勇氣，嚴然脫變成一位戰士。在最困難的時候，他憑藉著不屈的意志度過了難關。看似堅不可摧的金屬合金「鍶合金」實際上一次又一次地未能達到其開發者的期望，而甲兒不朽的勇氣與無敵鐵金剛所謂的刀槍不入形成鮮明對比，成為對抗邪惡勢力的唯一屏障，甚至超越了無敵鐵金剛最終的毀滅。
甲兒的智慧似乎也隨著時間而變得成熟。作為無敵鐵金剛的駕駛員渡過一場又一場的戰鬥後，甲兒已經是戰鬥方面的專家。曾與劍鐵也（剣鉄也）一起對抗邁錫尼帝國最後一戰的男人，已經不再是以前那個騎摩托車的無腦小子了。但要到《金剛戰神》甲兒才真正展現了自身的聰慧，例如他在NASA留學期間親自設計了一架迷你飛碟「TFO」。事實上TFO只不過是一個配備了兩枚飛彈的豪華小發明，顯然不適合戰鬥，但甲兒還是毫不猶豫地用它來面對邪惡的外星人大軍。
在電影《INFINITY》中，故事延續自《無敵鐵金剛》至《金剛大魔神》，並未將發展出《金剛戰神》的故事。甲兒在邁錫尼垮台後，追隨他父親和祖父的步伐，成為了一名科學家渡過了10年的光陰。故事的最後甲兒重新駕駛無敵鐵金剛，與地獄博士及他的軍隊進行最後一場戰鬥，爭奪一架看似全能的新型無敵鐵金剛。
甲兒最著名的特徵，是他會在戰鬥中喊出無敵鐵金剛的武器名稱。這到底是因為機器的編程需要以聲音輔以按鍵來操作，還是只是源於永井豪的一時興起，至今尚未完全確定，但這對觀影孩子的影響卻是壓倒性的。甲兒最著名的戰吼“金剛飛拳！”和“金剛火焰！”在日本和其他地方都很非常有名，甚至連那些從未看過《無敵鐵金剛》的人也知道。幾乎所有的超級機器人，無論是否由永井豪設計，都有從兜甲兒和他的無敵鐵金剛那裡參考了這項功能。

### 金剛戰神
在《無敵鐵金剛》的第二部衍生作品《金剛戰神》中，甲兒淪為該作主角狄克·弗瑞德的助手——許多《無敵鐵金剛》日本粉絲並不欣賞這段漫長的時光。在《金剛戰神》早期的大部分內容中，巨型敵方機器人都留給狄克·弗瑞德來摧毀。很多時候，甲兒都是作為傷者或是飛碟被破壞的角色待狄克·弗瑞德來營救。直至飛碟被徹底摧毀後，甲兒設計了一種更強大的戰機，稱為「Double Spazer」，這讓他在戰鬥中扮演更積極的角色。

### 魔神凱撒
在《魔神凱撒》中，甲兒再次回歸駕駛無敵鐵金剛，與駕駛金剛大魔神的鐵也一起並肩作戰。及後無敵鐵金剛被地獄博士抓獲，並改造為一心要毀滅世界的邪惡機器人。甲兒則被他的Hover Pilder引導尋找魔神凱撒，幾經波折下失去意識的甲兒雖然拯救了金剛大魔神及光子力研究所，但也幾乎摧毀了無敵鐵金剛。之後甲兒便作為魔神凱撒的駕駛員，一邊學習控制魔神凱撒強大的力量，一邊對抗進襲的地獄博士軍隊。

### 真無敵鐵金剛 衝擊！Z篇
在被認為是《無敵鐵金剛》故事情節「重啟」的《衝擊！Z篇》中，甲兒與他的經典形象非常相似。正如原版動畫和漫畫中一樣，甲兒與他的弟弟志郎和祖父十藏住在一起。與原版系列一樣，甲兒得到了十藏的無敵鐵金剛，但這次甲兒得到了十藏的簡短指導，並在與地獄博士的部隊第一次戰鬥時訓練如何操縱無敵鐵金剛，然而十藏因之前受到的重傷在朋友號內去世了。儘管本作的甲兒同樣熱血且決心做好事，但與之前的作品相比，《衝擊！Z篇》的甲兒表現得更具侵略性，他有經常被情緒控制的傾向（例如當志郎被波士的幫派抓獲時，甲兒亳不留情地暴力毆打波士，以及後來在十藏死後，氣瘋的甲兒以無敵鐵金剛追捕阿修羅男爵並幾乎壓垮了他，還用金剛火焰攻擊阻止甲兒的沙也加及愛美神）。在故事的第一集中，也就是故事的“結局”，甲兒與暗黑大將軍和地獄博士的軍隊展開對決，然後被迫與地獄博士的整個軍隊作戰。